# Pobień
Pobień (lit. Pabenė) − wieś na Litwie, w rejonie solecznickim, 9 km na północny wschód od Turgieli, zamieszkana przez 4 ludzi. Przed II wojną światową w Polsce, w powiecie wileńsko-trockim województwa wileńskiego.